# Pokémon Ultra Sun och Ultra Moon
Pokémon Ultra Sun och Pokémon Ultra Moon är två spel i Pokémon-serien till Nintendo 3DS. Spelen släpptes internationellt 17 november 2017.